# Ядерна бомба Mark 90
Ядерна бомба Mark 90 — отримала прізвисько «Бетті», була ядерною глибинною бомбою часів холодної війни, розробленою Сполученими Штатами в 1952 році.
Мала довжину 3,1 метри, діаметр 80 см і вагу 564 кг, несла ядерну боєголовку Mark 7 потужністю 32 кілотонни. Її призначенням полягало в тому, щоб служити протичовновою зброєю для ВМС Сполучених Штатів.
Випробування Mark 90 було проведено в 1955 році як операція «Вігвам».
Всі агрегати були зняті з озброєння до 1960 року.

## Інцидент
25 вересня 1959 року лайнер ВМС США Martin P5M-2 Marlin (BuNo 135540, хвостовий код SG, «6», VP-50) патрулював острів NAS Whidbey, коли  був змушений приводнитись в Тихому океані приблизно за 160 км на захід від кордону Вашингтон – Орегон.
Був втрачений корпус глибинної бомби Mark 90 яка так ніколи і не була знайдена, але вона не мала оснащення активною боєголовкою. Десять членів екіпажу були врятовані береговою охороною США після десяти годин на плоту. Преса на той час не була сповіщена.